# Lekkoatletyka na Letnich Igrzyskach Olimpijskich 1936 – bieg na 80 m przez płotki kobiet

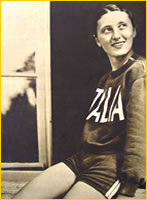
Trebisonda Valla

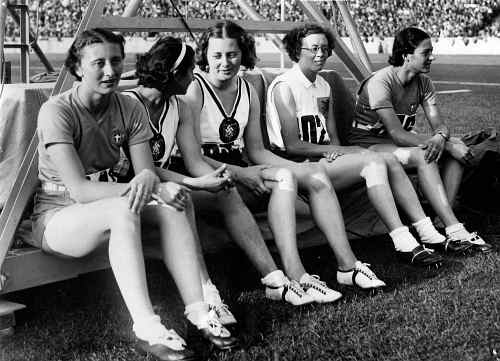
Pięć finalistek. Od lewej: Valla, Eckert, Steuer, Ter Braake i Testoni

Bieg na 80 metrów przez płotki kobiet był jedną z konkurencji rozgrywanych podczas XI Letnich Igrzysk Olimpijskich. Biegi zostały rozegrane w dniach 5 i 6 sierpnia 1936 roku na Stadionie Olimpijskim w Berlinie. Wystartowały 22 zawodniczki z 11 krajów.

## Rekordy
|                   | Zawodniczka       | Wynik | Miejsce     | Data                  |
| ----------------- | ----------------- | ----- | ----------- | --------------------- |
| Rekord świata     | Ruth Engelhard    | 11,6  | Londyn      | 11 sierpnia 1934(dts) |
| Rekord olimpijski | Mildred Didrikson | 11,7  | Los Angeles | 1 sierpnia 1932(dts)  |
| Rekord olimpijski | Evelyne Hall      | 11,7  | Los Angeles | 1 sierpnia 1932(dts)  |

## Terminarz
| Data            |            | Godzina |
| --------------- | ---------- | ------- |
| 5 sierpnia 1936 | Eliminacje | 15:30   |
| 5 sierpnia 1936 | Półfinały  | 17:30   |
| 6 sierpnia 1936 | Finał      | 17:30   |

## Wyniki

### Eliminacje
Z każdego z 6 biegów do półfinału awansowały trzy najlepsze zawodniczki.

#### Bieg 1
| Poz. | Zawodniczka         | Reprezentacja   | Czas | Uwagi |
| ---- | ------------------- | --------------- | ---- | ----- |
| 1.   | Claudia Testoni     | Włochy          | 12,0 | Q     |
| 2.   | Kathleen Tiffen     | Wielka Brytania | 12,2 | Q     |
| 3.   | Domnitsa Lanitu     | Grecja          | 12,6 | Q     |
| 4.   | Mathilde Puchberger | Austria         |      |       |
| 5.   | Yvonne Mabille      | Francja         |      |       |

#### Bieg 2
| Poz. | Zawodniczka       | Reprezentacja     | Czas | Uwagi |
| ---- | ----------------- | ----------------- | ---- | ----- |
| 1.   | Violet Webb       | Wielka Brytania   | 11,8 | Q     |
| 2.   | Doris Eckert      | III Rzesza        | 12,0 | Q     |
| 3.   | Tidye Pickett     | Stany Zjednoczone | 12,4 | Q     |
| 4.   | Miyoko Mitsui     | Japonia           |      |       |
| 5.   | Veronika Kohlbach | Austria           |      |       |

#### Bieg 3
| Poz. | Zawodniczka       | Reprezentacja     | Czas | Uwagi |
| ---- | ----------------- | ----------------- | ---- | ----- |
| 1.   | Elizabeth Taylor  | Kanada            | 12,0 | Q     |
| 2.   | Anne O’Brien      | Stany Zjednoczone | 12,0 | Q     |
| 3.   | Anni Steuer       | III Rzesza        | 12,1 | Q     |
| 4.   | Grethe Whitehead  | Wielka Brytania   | 12,2 |       |
| 5.   | Agaath Doorgeest  | Holandia          |      |       |
| 6.   | Charlotte Machmer | Austria           |      |       |

#### Bieg 4
| Poz. | Zawodniczka       | Reprezentacja     | Czas | Uwagi |
| ---- | ----------------- | ----------------- | ---- | ----- |
| 1.   | Simone Schaller   | Stany Zjednoczone | 11,8 | Q     |
| 2.   | Trebisonda Valla  | Włochy            | 11,9 | Q     |
| 3.   | Kitty ter Braake  | Holandia          | 12,0 | Q     |
| 4.   | Roxy Atkins       | Kanada            |      |       |
| 5.   | Hilde Klusenwerth | III Rzesza        |      |       |
| 6.   | Zulejka Stefanini | Jugosławia        |      |       |

### Półfinały
Z każdego z półfinałów do finału awansowały trzy najlepsze zawodniczki.

#### Bieg 1
| Poz. | Zawodniczka      | Reprezentacja     | Czas   | Uwagi |
| ---- | ---------------- | ----------------- | ------ | ----- |
| 1.   | Trebisonda Valla | Włochy            | 11,6 w | Q, =  |
| 2.   | Elizabeth Taylor | Kanada            | 11,7 w | Q     |
| 3.   | Anni Steuer      | III Rzesza        | 11,7 w | Q,    |
| 4.   | Anne O’Brien     | Stany Zjednoczone | 11,8 w |       |
| 5.   | Violet Webb      | Wielka Brytania   | 11,8 w |       |
| 6.   | Domnitsa Lanitu  | Grecja            |        |       |

#### Bieg 2
| Poz. | Zawodniczka      | Reprezentacja     | Czas | Uwagi |
| ---- | ---------------- | ----------------- | ---- | ----- |
| 1.   | Kitty ter Braake | Holandia          | 11,8 | Q     |
| 2.   | Doris Eckert     | III Rzesza        | 11,8 | Q     |
| 3.   | Claudia Testoni  | Włochy            | 11,8 | Q     |
| 4.   | Simone Schaller  | Stany Zjednoczone |      |       |
| 5.   | Kathleen Tiffen  | Wielka Brytania   |      |       |
| 6.   | Tidye Pickett    | Stany Zjednoczone |      |       |

### Finał
| Poz. | Zawodniczka      | Reprezentacja | Czas | Uwagi |
| ---- | ---------------- | ------------- | ---- | ----- |
| 1.   | Trebisonda Valla | Włochy        | 11,7 | =,    |
| 2.   | Anni Steuer      | III Rzesza    | 11,7 | =     |
| 3.   | Elizabeth Taylor | Kanada        | 11,7 | =, =} |
| 4.   | Claudia Testoni  | Włochy        | 11,7 | =, =  |
| 5.   | Kitty ter Braake | Holandia      | 11,8 |       |
| 6.   | Doris Eckert     | III Rzesza    | 12,0 |       |